# James Marshall (actor)
James David Greenblatt (nacido el 2 de enero de 1967), más conocido como James Marshall, es un actor estadounidense, conocido por interpretar al personaje de James Hurley en la serie de televisión de culto Twin Peaks (1990–1991) y su precuela de 1992Twin Peaks: Fire Walk with Me, y por su papel como el soldado Louden Downey en A Few Good Men (1992).

## Carrera
Marshall ha aparecido en numerosas películas, entre ellas Cadence (1990), Gladiator (1992), Hits! (1994), Vibrations (1995), All She Ever Wanted (1996), Criminal Affairs (1997), Soccer Dog: The Movie (1999), Luck of the Draw (2000), Down (2001) y Alien Lockdown (2004). También dio voz a Kurt en el videojuego Unlimited Saga.

## Vida personal
Marshall nació en Queens, Nueva York. Su padre, William R. Greenblatt, era una publicista de Radio City Music Hall, y su madre, Charlotte Green, bailaba con Las Rockettes como Charlotte Bullard. La familia se mudó de Nueva Jersey a California en los años 80. Marshall tiene una hermana, Kat Green, productora de música y cine.
Marshall está casado con la actriz Renee Griffin, con quien tiene un hijo y un hijastro.
En verano de 2010, Marshall demandó a la compañía farmacéutica Hoffmann-La Roche (una unidad de Roche Holding AG) por 11 millones de dólares en daños por lesiones que, él alegaba, sufrió por tomar el medicamento Accutane . Declaró que sufrió dolores gastrointestinales relacionados con Accutanne, tan severos que necesitó estar ingresado cuatro veces en el hospital, y la extirpación quirúrgica de su colon.  Afirmó que estos daños le han apartado de su carrera interpretativa. Estrellas como Martin Sheen (un viejo amigo de la familia), Brian Dennehy, Esai Morales y Rob Reiner (el director de Marshall en A Few Good Men) testificaron en su nombre. Roche quitó Accutane del mercado en 2009 debido a una avalancha de demandas similares.
Ahora que su salud ha mejorado sustancialmente, Marshall ha comenzado una nueva carrera, como músico.